# Sắt(III) sulfat
Sắt(III) sunfat là một hợp chất vô cơ với công thức hóa học Fe2(SO4)3, muối sunfat của sắt hóa trị 3. Thường màu vàng, đó là muối tinh thể hình thoi và hòa tan trong nước ở nhiệt độ phòng. Nó được sử dụng trong công nghiệp nhuộm như một chất giữ màu, và như một chất kết tụ cho các chất thải công nghiệp. Nó cũng được sử dụng trong các chất nhuộm, và trong các bồn tẩy tạp chất cho nhôm và thép. Về mặt y học, nó được sử dụng làm chất làm se vết thương.

## Sản xuất
Sắt(III) sunfat được sản xuất trên quy mô lớn bằng cách kết hợp phản ứng giữa axit sunfuric, một dung dịch sắt(II) sunfat nóng và một chất oxy hóa (như axit nitric hoặc hydro peroxide).
2FeSO4 + H2SO4 + H2O2 →  Fe2(SO4)3 + 2H2O

## Hợp chất khác
Fe2(SO4)3 còn tạo một số hợp chất với NH3, như Fe2(SO4)3·2NH3 là chất rắn màu nâu, Fe2(SO4)3·3NH3 là chất rắn màu nâu sáng, Fe2(SO4)3·8NH3·4H2O là bột màu đỏ nâu, Fe2(SO4)3·9NH3 tương tự triamin, Fe2(SO4)3·12NH3 là bột màu nâu đen hay Fe2(SO4)3·13NH3 là chất rắn màu nâu.